# Finale del campionato NFL 1966
La finale del campionato NFL 1966 è stata la 34ª del campionato della NFL. Il vincitore della gara avrebbe disputato il Super Bowl I contro i campioni della American Football League. La gara si tenne il 1º gennaio 1967 al Cotton Bowl di Dallas, Texas. La gara si tenne in casa dei Cowboys malgrado i Packers avessero terminato la stagione regolare con un record superiore. Dal 1975 la NFL iniziò ad assegnare gli stadi delle gare di playoff in base al record della stagione regolare piuttosto che su rotazione.
Questa fu la settima stagione dei Dallas Cowboys e la prima in cui terminarono con un record positivo dall'ingresso nella lega del 1960. Essi vinsero la Eastern Conference con un bilancio di 10-3-1. I Packers vinsero la Western Conference con un record di 12-2, la loro ottava stagione consecutiva con un record positivo sotto la gestione di Vince Lombardi.
Il punteggio finale fu di Green Bay 34, Dallas 27. Due settimane dopo, Green Bay batté facilmente i Kansas City Chiefs nel Super Bowl I a Los Angeles.

## Marcature
- GB - TD Pitts su da passaggio da 17 yard di Starr (extra point segnato da Chandler) 7-0 GB
- GB - TD Grabowski su ritorno di fumble da 18 yard (extra point segnato da Chandler) 14-0 GB
- DAL - TD Reeves su corsa da 3 yard (extra point segnato da Villanueva) 14-7 GB
- DAL - TD Perkins su corsa da 23 yard (extra point segnato da Villanueva) 14-14 pari
- GB - TD Dale su passaggio da 51 yard di Starr (extra point segnato da Chandler) 21-14 GB
- DAL - FG Villanueva da 11 yard 21-17 GB
- DAL - FG Villanueva da 2 yard 21-20 GB
- GB - TD Dowler su passaggio da 16 yard di Starr (extra point segnato da Chandler) 28-20 GB
- GB - TD McGee su passaggio da 28 yard di Starr (tentativo di extra point bloccato) 34-20 GB
- DAL - TD Clarke su passaggio da 68 yard di Meredith (extra point segnato da Villanueva) 34-27 GB